# Pole Position (jogo eletrônico)
Pole Position é um jogo eletrônico de corrida lançado pela Namco em 1982. Foi licenciado para a Atari, Inc. Pole Position é considerado um dos títulos mais importantes da era de ouro dos arcades. Foi uma evolução dos jogos eletrônicos de corrida anteriores da Namco, notadamente F-1 (1976), cujo designer Sho Osugi trabalhou em Pole Position.
O jogo foi um grande sucesso comercial nos arcades. Depois de se tornar o jogo de arcade de maior bilheteria de 1982 no Japão, tornou-se o jogo para arcade operado por moedas mais popular internacionalmente em 1983. Na América do Norte, foi o jogo de arcade de maior bilheteria em 1983 e 1984 e ainda um dos cinco primeiros em 1985.
Pole Position gerou ports, sequências e um desenho animado, embora o desenho animado tenha pouco em comum com o jogo. O jogo estabeleceu as convenções do gênero de jogos de corrida e seu sucesso inspirou inúmeros imitadores. Pole Position é considerado um dos videogames mais influentes de todos os tempos e, em particular, o jogo de corrida mais influente. Uma sequência, Pole Position II, foi lançada em 1983 com quatro faixas em vez de uma.